# Dorfkirche Herschdorf (Leutenberg)

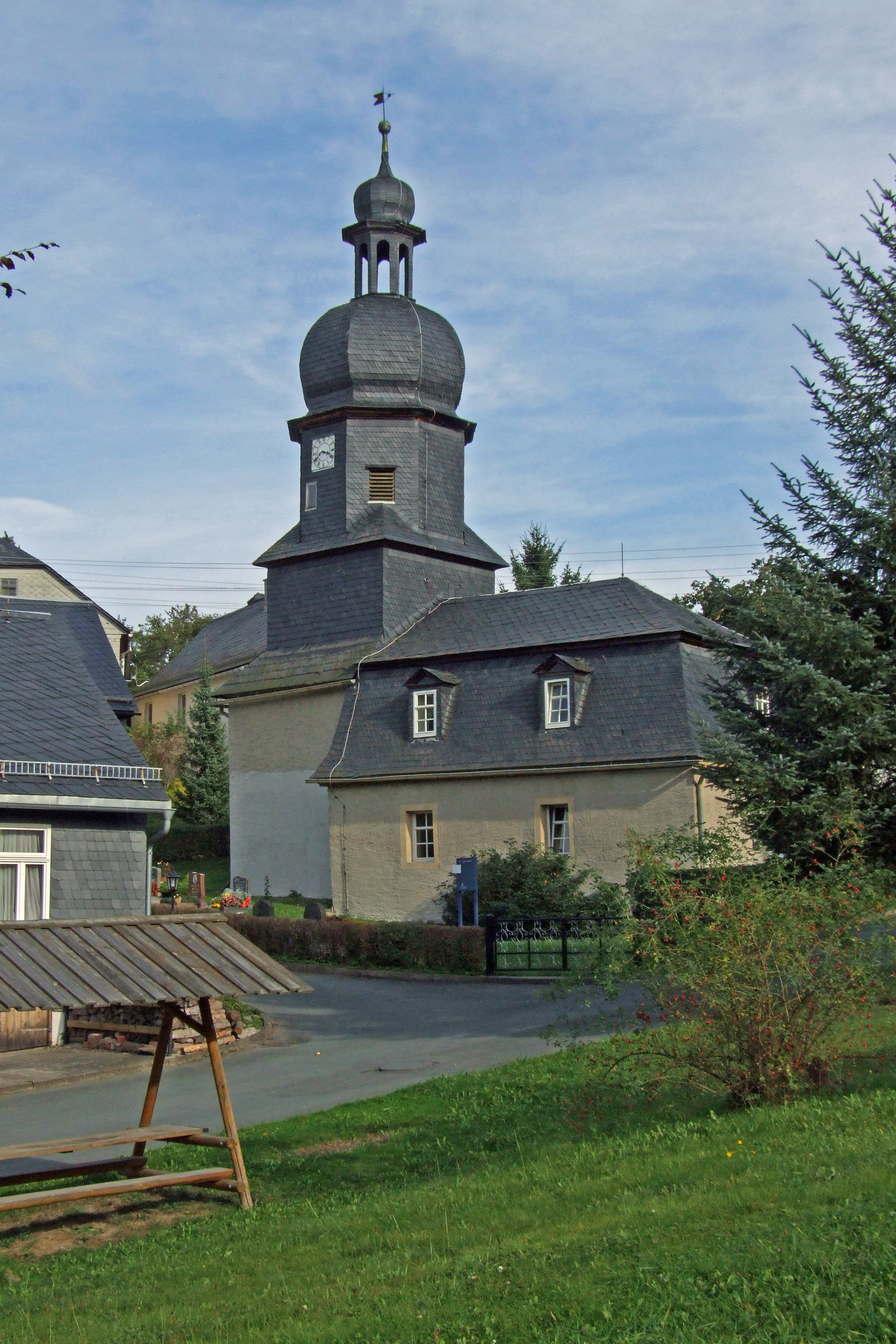
Dorfkirche Herschdorf

Die evangelisch-lutherische Dorfkirche Herschdorf steht in Herschdorf, einem Ortsteil der Stadt Leutenberg im Landkreis Saalfeld-Rudolstadt in Thüringen. Die Kirchengemeinde Herschdorf gehört zur Pfarrei Leutenberg im Kirchenkreis Rudolstadt-Saalfeld der Evangelischen Kirche in Mitteldeutschland.

## Beschreibung
Bei der kleinen, spätmittelalterlichen Saalkirche wurden 1675 und 1757 verschiedene Baumaßnahmen vorgenommen. Unter anderem erhielt das Kirchenschiff ein Mansarddach und der Chorturm einen achtseitigen verschieferten Aufsatz mit einer welschen Haube, auf der eine offene Laterne thront. 1800, 1860 sowie 1904 wurde die Kirche renoviert. Die letzte Renovierung von 1965 prägt das heutige Gebäude. Das Kirchenschiff sowie der eingezogene Chor sind innen mit Flachdecken überspannt. Die Brüstungen der eingeschossigen Emporen erhielten 1965 Darstellungen mit den Aposteln und den Evangelisten.